# APRS
APRS, Automatic Packet Reporting System (Digital kommunikation och positionering över amatörradio), är en teknik som innebär att man skickar textmeddelanden eller sin aktuella position från en GPS-mottagare trådlöst via en amatörradiosändare och ett radiomodem. Ett, av radioamatörer uppbyggt, länkradionät tar emot informationen och sprider denna vidare över ett geografiskt område samt även vidare ut på Internet. APRS-nätet drivs vanligtvis av amatörradioföreningar och är olika mycket utbyggt i olika delar av landet. Som utomstående kan man på Internet, till exempel APRS.fi, följa stationer samt se olika informationen på bland annat en karta med de olika positionerna utsatta. Vill man inte följa på Internet kan även icke sändareamatörer använda sig av en radio, modem samt programvara för att följa stationer samt se information. Denna information kan vara väderinformation. Det finns ett stort antal sändareamatörer som kopplat väderstationer till sina stationer. Systemet är utvecklat av och används av radioamatörer.